# Кинах, Анатолий Кириллович
Анато́лий Кири́ллович Ки́нах (укр. Анатолій Кирилович Кінах; род. 4 августа 1954, село Братушаны, Молдавская ССР, СССР) — украинский политический и государственный деятель, глава Украинского союза промышленников и предпринимателей (УСПП) с 1997 года, народный депутат Украины 1 и 3—7 созывов, министр экономики (21 марта — 18 декабря 2007), секретарь СНБО (2005—2006), премьер-министр Украины (2001—2002).

## Биография
Родился в украинском селе в Молдавии в семье рабочего и колхозницы, украинец.

### Образование
В 1972 году поступил в Ленинградское СПТУ-6, которое окончил с красным дипломом.
Окончил Ленинградский кораблестроительный институт (1978), инженер-кораблестроитель. Был чемпионом института по боксу.

### Карьера
После окончания института по распределению работал на Таллинском судостроительном (7-м военном) заводе доковым мастером. В 1981 году переехал в Николаев, где работал на судостроительном заводе «Океан» мастером, старшим мастером, заместителем, с 1988 года начальником производства.

### Политическая деятельность
В 1989 году стал кандидатом в члены КПСС. Был избран председателем совета трудового коллектива и в 1990 году коллективом предприятия выдвинут кандидатом в народные депутаты.
С апреля 1990 года избран в Верховный совет УССР XII созыва по 284 округу (Николаев). Примкнул к «Демократической платформе в КПУ», а после образования на её основе Партии демократического возрождения Украины (ПДВУ) вошёл в её парламентскую фракцию (но не в саму партию) и в оппозиционный парламентский блок «Народна Рада». В 1990—1992 гг. работал в парламентской Комиссии по вопросам экономической реформы. В феврале 1992 г. вступил в депутатское объединение «Нова Україна», созданное с официальной целью поддержки реформ Владимира Ланового. Сложил депутатские полномочия 18 июня 1992 г.
С марта 1992 года по февраль 1995 года представитель президента Украины Л. Кравчука в Николаевской области.
Весной 1994 г. избран депутатом Николаевского областного Совета (Рады), а 26 июня 1994 г. избран председателем облсовета, которые избирались тогда прямым народным голосованием, получив свыше 70 % голосов избирателей.
3 июля 1995 указом президента Кучмы назначен вице-премьером по вопросам промышленной политики в правительстве Евгения Марчука. После отставки Марчука в конце мая 1996 года в течение четырёх месяцев оставался и. о. вице-премьера в Кабинете Министров Павла Лазаренко. 21 сентября 1996 г. освобождён от с этого поста и назначен внештатным советником Президента по вопросам промышленной политики (1996—2000), член Высшего экономического совета Президента Украины (с июля 1997).
23—24 февраля 1996 года участвовал в Съезде единения центристских сил, на котором на основе ПДВУ и части Объединения «Нова Украіна» была создана Народно-демократическая партия (НДП), вступил в неё, был избран членом её руководства. До 2000 года был членом политсовета НДП и секретарём по экономике.
С октября 1996 года президент Украинского союза промышленников и предпринимателей.
В 1998 году избран депутатом Верховной Рады по одному из округов Николаевской области. Также шёл № 5 в партийном списке НДП. Зарегистрировался во фракции НДП. Сложил полномочия 4 октября 2001. Председатель Комитета по вопросам промышленной политики (июль 1998 — февраль 2000).
На съезде НДП в мае 1999 года выступал за поддержку партией кандидатуры Леонида Кучмы на президентских выборах.
В августе 1999 года был назначен первым вице-премьером (по вопросам ТЭК) в правительстве Валерия Пустовойтенко (по 2000 год).
В феврале 2000 года возглавил Партию промышленников и предпринимателей Украины.
С 20 мая 2001 по 21 ноября 2002 года — премьер-министр Украины.
В марте 2002 года прошёл в парламент в составе избирательного блока «За единую Украину» (№ 2 в списке), однако отказался от депутатства оставшись премьер-министром.
С 2003 года возглавил Федерацию работодателей Украины.
Выставлял свою кандидатуру на президентских выборах 2004, получив 0,93 % голосов. После первого тура выборов поддержал кандидата Виктора Ющенко.
С февраля по сентябрь 2005 года первый вице-премьер Украины (в правительстве Юлии Тимошенко).
С 27 сентября 2005 года — секретарь Совета национальной безопасности и обороны. В мае 2006 года подал в отставку в связи с избранием народным депутатом.
В парламентских выборах 2006 года Партия промышленников и предпринимателей Украины участвовала в составе коалиции «Наша Украина», в избирательном списке блока Кинах шёл под № 2.
С июня 2006 по апрель 2007 года — народный депутат Украины, председатель Комитета Верховной Рады Украины по вопросам национальной безопасности и обороны.
В марте 2007 года вместе со своей депутатской группой вышел из фракции «Наша Украина», был назначен министром экономики в правительстве Виктора Януковича.
С ноября 2007 года народный депутат Украины VI созыва, избран по списку (№ 53) Партии регионов.
С 11 марта 2010 по февраль 2014 года внештатный советник Президента Украины.
С декабря 2012 года народный депутат Украины VII созыва, избран по списку (№ 59) Партии регионов.
22 февраля 2014 года вышел из фракции Партии регионов.
На выборах 2014 года кандидат-самовыдвиженец по мажоритарному округу в Николаеве.
Проживает в Киеве с 1995 года, до этого с 1981 года жил в Николаеве. Академик Академии экономической кибернетики.

## Семья
Жена Марина Владимировна (1960 г. р.) — журналистка. Три дочери (две старшие — от другого брака супруги). Старшая Наталья Ковалко (Чаусова) (1980 г.р.) — юрист, кандидат юридических наук. Средняя дочь Зоя Кинах-Кузьменко (Чаусова) (1984 г.р.) — лингвист, изучает языки. Младшая Софийка (2000 г. р.). Две внучки Маша и Женя и внуки Михаил 2012 г. р. и Вениамин.

## Награды
- Орден «За заслуги» III степени (2011 год)[14]
- Орден князя Ярослава Мудрого IV степени (2007 год)[15]
- Орден князя Ярослава Мудрого V степени (2004 год)[16]
- Командор ордена «За заслуги перед Литвой» (10 января 2006 года)[17]
- Юбилейная медаль «25 лет независимости Украины»

Почётный профессор НГГУ им. Петра Могилы.